# Danila Wiktorowitsch Alistratow
Danila Wiktorowitsch Alistratow (russisch Данила Викторович Алистратов; * 30. Oktober 1990 in Tscheljabinsk, Russische SFSR) ist ein russischer Eishockeytorwart, der seit Sommer 2016 bei den Watertown Wolves in der Federal Hockey League spielt.

## Karriere
Danila Alistratow begann seine Karriere 2007 bei der zweiten Mannschaft des HK Traktor Tscheljabinsk in der dritten russischen Liga. Nach guten Leistungen schaffte er den Sprung in die erste Mannschaft und absolvierte in der Saison 2008/09 39 Spiele in der Vorrunde und drei Spiele in den Play-offs.
Im Sommer 2011 wechselte Alistratow innerhalb der KHL zu Witjas Tschechow, nachdem der HK Traktor mit Ilja Proskurjakow und Michael Garnett zwei neue Torhüter verpflichtet hatte.

### International
Für Russland nahm Alistratow an der U18-Junioren-Weltmeisterschaft 2008 sowie der U20-Junioren-Weltmeisterschaft 2009 teil.

## Erfolge und Auszeichnungen
- 2008 Silbermedaille bei der U18-Junioren-Weltmeisterschaft
- 2009 Bronzemedaille bei der U20-Junioren-Weltmeisterschaft